# Mirabito Stadium
 (octobre 2024).
Si vous disposez d'ouvrages ou d'articles de référence ou si vous connaissez des sites web de qualité traitant du thème abordé ici, merci de compléter l'article en donnant les références utiles à sa vérifiabilité et en les liant à la section « Notes et références ».
Le Mirabito Stadium, anciennement appelé Binghamton Municipal Stadium (1992-2001) puis NYSEG Stadium (2001-2021), est un stade de baseball d'une capacité de 6000 places situé dans la ville de Binghamton, dans l'État de New York, aux États-Unis. Le stade est le domicile des Rumble Ponies de Binghamton, club de baseball mineur de niveau AA, affilié aux Mets de New York et évoluant en Eastern League. Il a une capacité de 6 012 places.
Le stade a été construit en 1991, à la suite de l'acquisition, par les Mets de New York, des Bills de Williamsport, club de ligue mineure basé à Williamsport, en Pennsylvanie.
En 2001, le stade est baptisé du nom de la société NYSEG, producteur et fournisseur local d'électricité et de gaz.
Les droits de naming du stade sont achetés par Mirabito Energy Products en 2021.